# Wellington Council
Wellington Council var en kommun (Local government area) i Australien. Den låg i delstaten New South Wales, i den sydöstra delen av landet, 300 km norr om huvudstaden Canberra. 2014 var antalet invånare 8 955. Kommunen hade sitt säte i staden Wellington och även samhällena  Geurie, Montefiores, Mumbil, Euchareena, Bodangora, Gollan och Elong Elong ingick i Wellington Council.
Kommunen upphörde den 12 maj 2016 då den slogs samman med City of Dubbo och uppgick i det nya självstyresområdet Western Plains Regional Council, ett namn som dock inte blev särskilt populärt och byttes till Dubbo Regional Council den 2 december 2016.